# Otro trago
Otro trago è un singolo del rapper panamense Sech pubblicato il 19 aprile 2019.

## Tracce
1. Otro trago (feat. Darell) – 3:45
2. Otro trago Remix (feat. Darell, Nicky Jam, Anuel AA, Ozuna) – 4:47